# Jacobus Vide
Jacobus Vide (* cap al 1395 - poc abans del 23 de setembre de 1441) va ser un compositor, cantant, organista i funcionari de la cort borgonyona francoflamenc de principis del Renaixement. Va participar en l'evolució de l'estil musical durant el període de transició entre la música medieval i renaixentista. Va ser un dels primers representants de l'escola borgonya, durant el regnat de Joan I l'Intrèpid i Felip III el Bo.

## Biografia
La primera menció de Jacobus Vide prové dels arxius de la catedral de Notre-Dame de París, que indica que el 1405 probablement hi era escolanet (hi ha certa incertesa sobre el nom). El 1410 va ocupar un càrrec d'organista a l'antiga catedral de Sant Donatià a Bruges i al mateix temps podria haver continuat sent cantant i organista a la capella de l'antipapa Joan XXIII.
El 1423, es va acostar a la cort dels ducs de Borgonya convertint-se en cavaller de la cambra de Felip el Bo. Va exercir els seus talents creatius musicals en el que es convertiria en l'escola borgonya. El 1426, se li va donar la tasca d'instruir i cuidar els escolanets. El 1428 va ser ascendit al càrrec de secretari de Felip el Bo. Encara no s'han descobert documents sobre la seva activitat professional després de 1433.

## Estil musical
De les vuit obres seves que es conserven, totes són rondeaux, cançons franceses que van ser molt populars a la cort borgonyona. L'estil és una mica inusual en comparació amb altres músiques del mateix període. La cadència melòdica i harmònica, la funció de la qual era puntuar una peça o frase musical, era rítmicament diferent, amb dissonàncies freqüents, contraritmes, frases curtes i una variabilitat considerable de la melodia que contribuïen a l'encant especial d'aquest art musical a la cort del Ducat de Borgonya. En totes aquestes cadències, una de les característiques de Jacobus Vide és que la veu més greu salta una octava per evitar quintes paral·leles. Una de les seves cançons més enigmàtiques és un rondeau a tres parts, Las, j'ay perdu mon espincel, en què les veus superiors, superius i tenor, estan completament escrites, però el contratenor es deixa en blanc.

## Obres conservades
- Amans doubles
- Espoir m’est venu conforter
- Et c’est asses
- Il m’est si grief
- Las! ja‘y perdu mon espincel
- Puisque je n’ay plus de maystresse
- Qui son cuer met a dame
- Vit encore ce faux dangier.